# Unterasbach (Gunzenhausen)

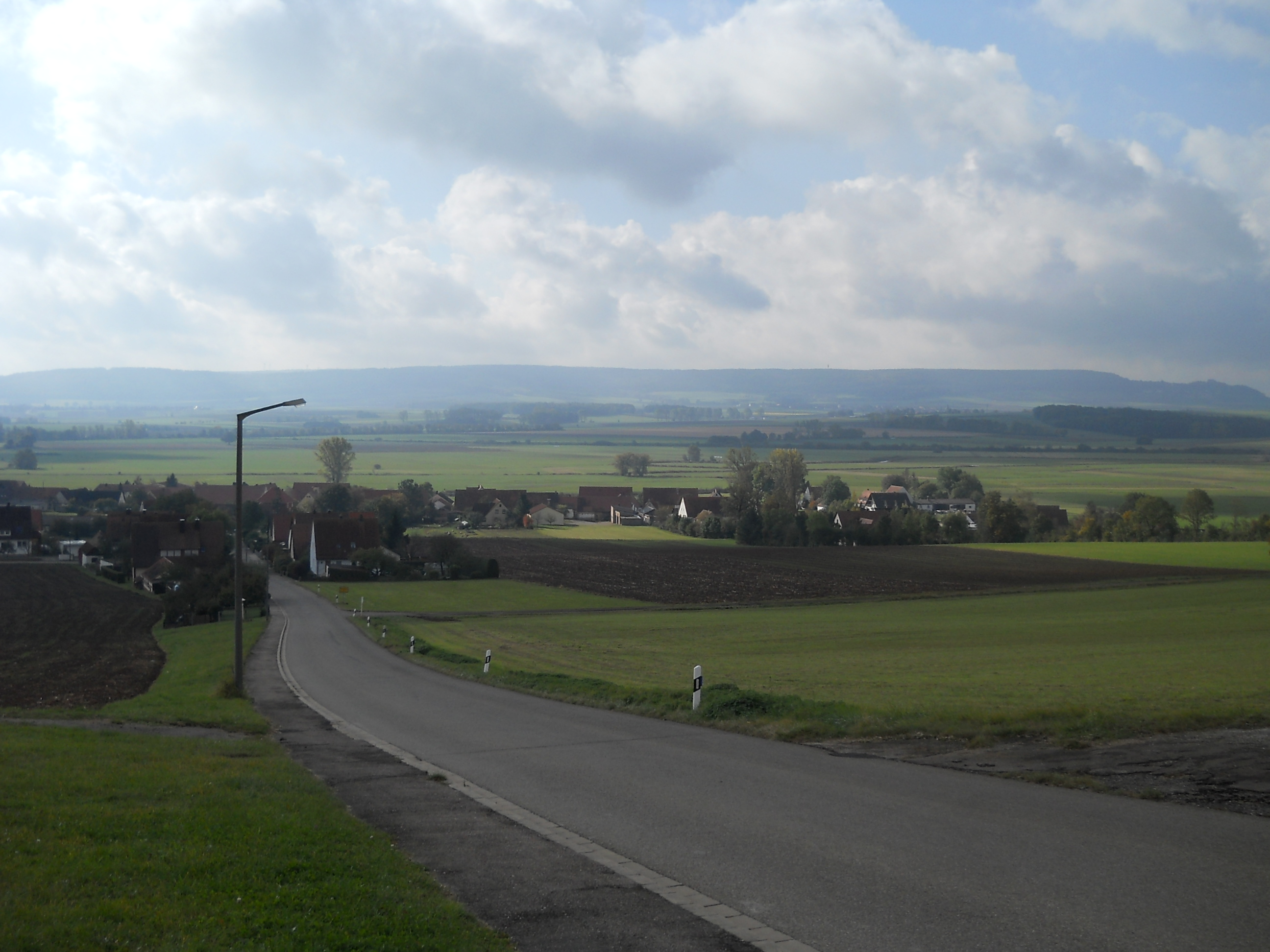
Blick von der Unterasbacher St. Michael auf das Dorf

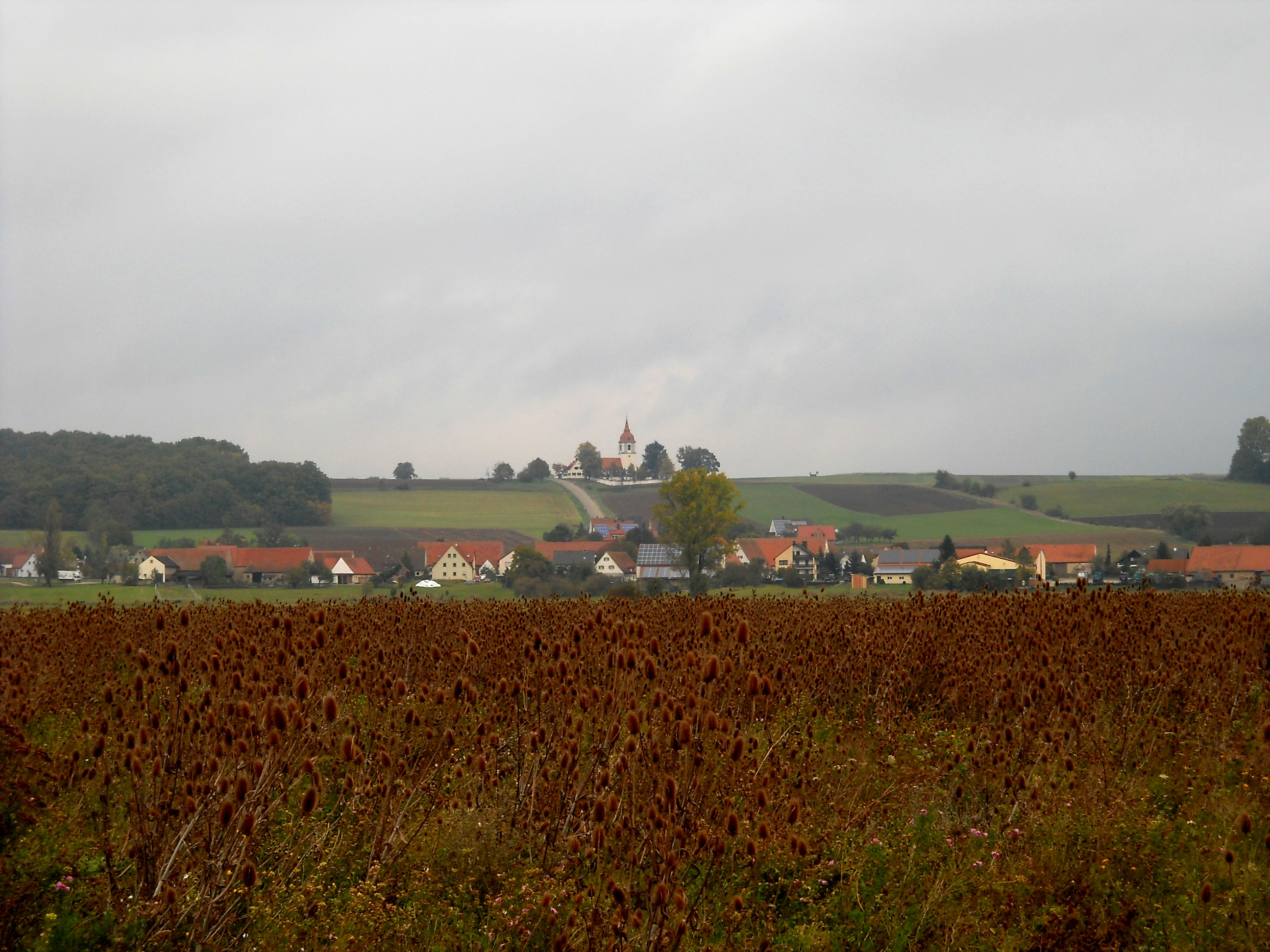
Blick von der Altmühl auf das Dorf und die darüber stehende Kirche St. Michael

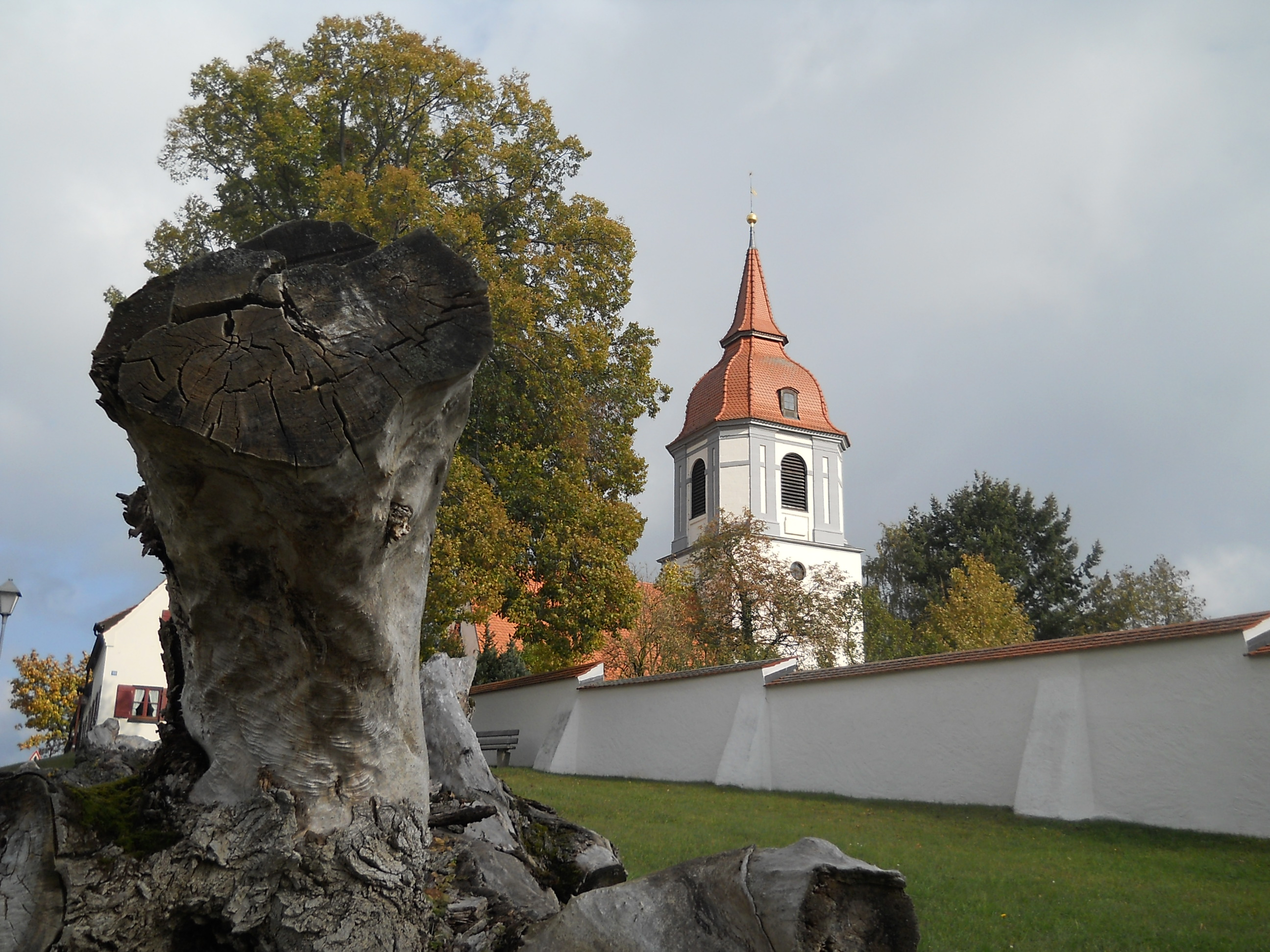
Die Ortskirche St. Michael

Unterasbach ist ein Gemeindeteil der Stadt Gunzenhausen im Landkreis Weißenburg-Gunzenhausen (Mittelfranken, Bayern). Die Gemarkung Unterasbach hat eine Fläche von 3,182 km². Sie ist in 472 Flurstücke aufgeteilt, die eine durchschnittliche Flurstücksfläche von 6741,08 m² haben.

## Lage
Das Pfarrdorf liegt im Naturpark Altmühltal, südöstlich der Altstadt Gunzenhausens am linken Altmühlufer und wird von der Bundesstraße 13 durchquert. Weitere Orte in direkter Nachbarschaft sind Aha, Oberasbach, Windsfeld und Dornhausen.

## Ortsname
Der Ortsname geht auf den Baumnamen Espe zurück und bedeutet entweder „Siedlung am Espengehölz“ oder „Siedlung an einem fließenden, von Espen bewachsenen Gewässer“. Der Zusatz „Unter-“ dient zur Unterscheidung von „Obern Aspach“ (=Oberasbach, 1336).

## Ortswappen
Das Wappen Unterasbachs ist gespalten in Blau und Silber; im Blau ein wachsender silberner Kirchturm mit rotem Dach als Hinweis auf die Ortskirche St. Michael, im Silber eine bewurzelte grüne Espe, deren Stamm hinterlegt ist mit einem blauen Wellenbalken – Hinweise auf den Ortsnamen und auf die nahe Altmühl.

## Geschichte

### Vom Mittelalter bis zum Ende des Alten Reiches
In einer Urkunde aus dem Jahr 1222 trat ein Ritter Heinrich der Ältere von Aspach als Zeuge auf; diese „Aspach“-Nennung wird allerdings Oberasbach zugeschrieben. In der zweiten Hälfte des 14. Jahrhunderts, 1361, ist dann eindeutig Unterasbach in der lateinischen Wendung „Aspach inferiori“ erstmals genannt; Ulrich von Muhr hatte vom Kloster Ellwangen Einkünfte im Dorf zu Lehen. 1377 begegnet man der Schreibweise „Nidern Aspach“; damals verkaufte Walther von Seckendorff ein Fischwasser des Dorfes an die Deutschordenskommende Ellingen. Auch Nicht-Adelige hatten früh Besitz in Unterasbach; so gab 1379 der Gunzenhäuser Bürger Heinrich Probst einen Hof im Dorf der Burggrafschaft Nürnberg zu Lehen. Auch der Bischof von Eichstätt war in Unterasbach begütert; von ihm hatte um 1400 der Weißenburger Bürger Ulrich Spalter einen Hof im Dorf zu Lehen. Den Meierhof gab der Bischof einem Klaus Holtzinger, dann einem Hans Kon zu Lehen; die Abgaben des Eichstätter Besitzes flossen (so 1593) an das eichstättische Amt Sandsee. Eine weitere Grundherrschaft übten die Grafen von Oettingen an Stelle von Herzog Ludwig von Bayern aus; sie gaben beispielsweise 1415 eine Hofstelle zu Unterasbach mitsamt etlicher Feldstücke dem Gunzenhäuser Bürger Heinrich Wakker zu Lehen. Nicht nur die Familie Wacker, auch die Gunzenhäuser Familie Punkcaim und der Ansbacher Bürger Konrad Kesselring wurden im 15. Jahrhundert vom Herzog mit Lehensgütern zu Unterasbach ausgestattet. Weiteren Grundbesitz im Dorf hatten die Herren von Graisbach und in Nachfolge der Nürnberger Burggrafen die Markgrafen von Brandenburg-Ansbach. Letztere hatten nach einem Beleg von 1532 die hohe und niedere Gerichtsbarkeit über das Dorf inne. Um 1504 wird eine Furt über die Altmühl erwähnt. 1608 bestand das Dorf aus 18 markgräflichen Untertanen, 1 eichstättischen Untertanen des Kastenamtes Sandsee, 1 Untertan des Deutschen Ordens in Ellingen, 3 Untertanen der Herrschaft Absberg, 2 Untertanen derer von Eyb in Cronheim und 2 Untertanen derer von Leonrod. Der Besitz der Absberger ging später an die Deutschordenskommende Absberg über. Eine Beschreibung von 1732 dokumentiert weitere Besitzänderungen; so gehören von den 27 Untertanen im Dorf 5 zum markgräflichen Kastenamt Gunzenhausen, 5 zum markgräflichen Vogtamt Gunzenhausen, 1 zum markgräflichen Klosterverwalteramt Heidenheim, 2 denen von Rieter, 3 dem Deutschen Orden in Absberg, 1 dem Deutschen Orden in Ellingen, 2 zum Rittergut Dennenlohe, 6 zur Reichsstadt Weißenburg, 1 an das eichstättische Amt Ornbau und 1 an das eichstättische Amt Sandsee. Diese Zersplitterung des Grundbesitzes und damit auch der Rechtsverhältnisse hält bis zum Ende des Heiligen Römischen Reichs an.

### Vom 19. Jahrhundert bis in die Gegenwart
1806 kam Unterasbach mit dem seit 1792 brandenburg-preußischen Markgrafentum Ansbach an Bayern. Dort wurde 1808 ein Steuerdistrikt Unterasbach im Landgericht/Rentamt Gunzenhausen mit Frickenfelden und Oberasbach mit Obenbrunn und 1811 eine Ruralgemeinde mit denselben Zugehörungen gebildet. Mit dem Gemeindeedikt von 1818 wurden die Dörfer Frickenfelden und Oberasbach mit Obenbrunn wieder herausgenommen. Im Zuge der Trennung von Justiz und Verwaltung kam die Gemeinde 1862 zum Bezirksamt Gunzenhausen, dem späteren Landkreis Gunzenhausen. Unterasbach blieb selbständige Gemeinde bis zur Gemeindegebietsreform; am 1. April 1971 wurde es nach Gunzenhausen eingemeindet. Letzter Bürgermeister war Fritz Knoll.

### Einwohnerentwicklung
Gemeinde Unterasbach
- 1818: 183 Einwohner[11]
- 1824: 190 Einwohner in 33 Anwesen[11]
- 1861: 191 Einwohner in 65 Gebäuden[13]
- 1950: 262 Einwohner in 38 Anwesen[11]
- 1961: 204 Einwohner[14] in 44 Wohngebäuden[15]
- 1970: 189 Einwohner[14]

Ort Unterasbach
- 1982: 189 Einwohner[12]
- 1987: 194 Einwohner[16]

## Baudenkmäler
- Evang.-Lutherische Pfarrkirche St. Michael, malerisch auf dem sogenannten Michelsbuck gelegen, mit guter Fernsichtmöglichkeit, eine mittelalterliche, mehrmals umgestaltete Chorturmkirche[17]
- Ehemaliges Gasthaus, 1721 erbaut (Unterasbach Nr. 23)[18]
- Wohnstallhaus eines Dreiseithofes, vor 1865 erbaut; Austragshaus von 1865 (Unterasbach Nr. 28)[18]

## Vereine
- Freiwillige Feuerwehr Unterasbach (gegründet 1895)[19]
- Posaunenchor Unterasbach (gegründet 1930)